# Nati il 6 ottobre

## XIII secolo(1)
- 1289 - Venceslao III di Boemia, re († 1306)

## XV secolo(3)
- 1459 - Martin Behaim, navigatore, cartografo e astronomo tedesco († 1507)
- 1474 - Luigi d'Aragona, cardinale italiano († 1519)
- 1491 - Francesco di Borbone-Vendôme, generale francese († 1545)

## XVI secolo(12)
- 1510 - John Caius, medico inglese († 1573)
- 1541 - Paolo Spada, mercante italiano († 1631)
- 1546 - Francisco Manuel de los Cobos y Luna, nobile spagnolo († 1616)
- 1552 - Matteo Ricci, gesuita, matematico e cartografo italiano († 1610)
- 1555 - Ferenc I Nádasdy, nobile († 1604)
- 1565 - Marie de Gournay, scrittrice e filosofa francese († 1645)
- 1570 - Placido Nigido, teologo e gesuita italiano († 1640)
- 1573 - Henry Wriothesley, III conte di Southampton, conte britannico († 1624)
- 1577 - Ferdinando di Baviera, arcivescovo cattolico tedesco († 1650)
- 1580 - Cosimo Merlini, orafo italiano († 1641)
- 1590 - Giulio Taddeo Guasco, religioso e presbitero italiano († 1660)
- 1591 - Settimia Caccini, soprano e compositrice italiana

## XVII secolo(24)
- 1610 - Angelo Maria Ciria, arcivescovo cattolico italiano († 1656)
- 1610 - Jean-Pierre Médaille, presbitero francese († 1669)
- 1610 - Charles de Sainte-Maure, letterato francese († 1690)
- 1612 - Ludovico Marracci, presbitero, traduttore e orientalista italiano († 1700)
- 1612 - Claudia Francesca di Lorena, nobile francese († 1648)
- 1626 - Géraud de Cordemoy, filosofo, storico e avvocato francese († 1684)
- 1630 - Luís de Sousa, cardinale e arcivescovo cattolico portoghese († 1702)
- 1631 - Emmanuele di Anhalt-Köthen, nobile tedesco († 1670)
- 1634 - Vittorio Amedeo di Anhalt-Bernburg, principe tedesco († 1718)
- 1635 - Francesco Paglia, pittore e critico d'arte italiano († 1714)
- 1636 - Giuseppe Valletta, filosofo, avvocato e letterato italiano († 1714)
- 1637 - George Gordon, I conte di Aberdeen, nobile scozzese († 1720)
- 1638 - Edme Boursault, drammaturgo francese († 1701)
- 1638 - Lasse Lucidor, poeta svedese († 1674)
- 1641 - Domenico Bottone, medico italiano
- 1651 - Gerolamo Archinto, vescovo cattolico italiano († 1710)
- 1651 - Johann Nikolaus Hert, giurista tedesco († 1710)
- 1656 - Bernardino Scotti, cardinale italiano († 1726)
- 1675 - Diamante Maria Scarabelli, soprano italiano († 1754)
- 1677 - Philip Johan von Strahlenberg, militare, geografo e cartografo svedese († 1747)
- 1681 - Charles François de Mondion, ingegnere militare e architetto francese († 1733)
- 1682 - Frans Boudewijns, pittore e disegnatore fiammingo († 1767)
- 1682 - Bruno Mauricio de Zabala, militare spagnolo († 1736)
- 1693 - Madame de Parabère, nobildonna e marchesa francese († 1755)

## XVIII secolo(49)
- 1706 - Carlotta Amalia di Danimarca, principessa danese († 1782)
- 1707 - Francesco d'Elci, cardinale italiano († 1787)
- 1716 - George Montagu-Dunk, II conte di Halifax, politico britannico († 1771)
- 1718 - Durante Duranti, poeta italiano († 1780)
- 1722 - Johann Trinius, teologo e filosofo tedesco († 1784)
- 1725 - Claude Mithon de Senneville de Genouilly, ammiraglio e nobile francese († 1803)
- 1726 - Maria Teresa Felicita d'Este, nobile italiana († 1754)
- 1731 - Emily Lennox, nobildonna inglese († 1814)
- 1731 - Giovanni Battista Tommasi, principe italiano († 1805)
- 1732 - John Broadwood, imprenditore scozzese († 1812)
- 1732 - Nevil Maskelyne, astronomo britannico († 1811)
- 1732 - Cosimo Morelli, architetto italiano († 1812)
- 1734 - Grigorij Grigor'evič Orlov, militare russo († 1783)
- 1735 - Giuseppe Ballanti, incisore italiano († 1824)
- 1735 - Marco Antonio Gregorina, vescovo cattolico, scrittore e teologo dalmata († 1815)
- 1735 - Jesse Ramsden, ottico inglese († 1800)
- 1738 - Maria Anna d'Asburgo-Lorena, badessa († 1789)
- 1738 - Charles-Joseph Mathon de la Cour, matematico francese († 1793)
- 1746 - Antonio Salvaggi, numismatico italiano († 1812)
- 1748 - Augustin Dupré, incisore e medaglista francese († 1833)
- 1750 - René Richard Louis Castel, poeta, naturalista e politico francese († 1832)
- 1756 - Louis Léonce Trullet, militare francese († 1827)
- 1758 - Baldassarre Francesco Rasponi, arcivescovo cattolico italiano († 1814)
- 1760 - Giulio Carpegna, presbitero e funzionario italiano († 1826)
- 1760 - Carminantonio Lippi, mineralogista, geologo e vulcanologo italiano († 1823)
- 1764 - Johann Gottfried Ebel, scrittore e geologo svizzero († 1830)
- 1764 - Carlos Frederico Lecor, generale e politico portoghese († 1836)
- 1767 - Henri Christophe, militare e politico haitiano († 1820)
- 1769 - Giuseppe Giannuzzi, medico e politico italiano († 1839)
- 1771 - Jeremiah Morrow, politico statunitense († 1852)
- 1773 - Luigi Filippo di Francia, sovrano francese († 1850)
- 1775 - Johann Anton André, editore e compositore tedesco († 1842)
- 1776 - James Duff, IV conte di Fife, nobile e ufficiale scozzese († 1857)
- 1776 - Hirata Atsutane, scrittore e filosofo giapponese († 1843)
- 1776 - James Stuart-Wortley-Mackenzie, I barone di Wharncliffe, ufficiale e politico inglese († 1845)
- 1779 - Mountstuart Elphinstone, politico e storico britannico († 1859)
- 1779 - Francesco IV d'Austria-Este, duca († 1846)
- 1783 - François Magendie, fisiologo francese († 1855)
- 1785 - Giuseppe Marco Calvino, poeta e commediografo italiano († 1833)
- 1785 - Federico Confalonieri, patriota italiano († 1846)
- 1785 - Daulo Augusto Foscolo, patriarca cattolico italiano († 1860)
- 1786 - Claudio Gabriele de Launay, nobile, politico e patriota italiano († 1850)
- 1789 - Francesco Giovanni Ricci, banchiere e politico italiano († 1856)
- 1795 - Abel Blouet, architetto francese († 1853)
- 1796 - Evgenij Petrovič Obolenskij, militare russo († 1865)
- 1797 - Francesco Guillot, politico italiano († 1876)
- 1797 - Joseph Othmar von Rauscher, cardinale e arcivescovo cattolico austriaco († 1875)
- 1799 - Agostino Castelli, militare italiano († 1848)
- 1800 - Sarah Pugh, attivista e insegnante statunitense († 1884)

## XIX secolo(150)
- 1802 - James Bunstone Bunning, architetto britannico († 1863)
- 1803 - Heinrich Wilhelm Dove, medico e meteorologo prussiano († 1879)
- 1803 - Miguel García Cuesta, cardinale e arcivescovo cattolico spagnolo († 1873)
- 1808 - Federico VII di Danimarca, re danese († 1863)
- 1810 - Eugène Buret, filosofo, economista e sociologo francese († 1842)
- 1810 - Federico Schiavoni, geodeta italiano († 1894)
- 1811 - Amely Bölte, scrittrice tedesca († 1891)
- 1811 - Marie-Rose Durocher, religiosa canadese († 1849)
- 1818 - Gustave Leroy, compositore, poeta e cantante francese († 1860)
- 1820 - Charles Astor Bristed, scrittore statunitense († 1874)
- 1820 - Jenny Lind, soprano svedese († 1887)
- 1822 - Carlo Borgnini, politico italiano († 1906)
- 1823 - George Henry Boker, drammaturgo e poeta statunitense († 1890)
- 1825 - Antonio Polin, vescovo cattolico italiano († 1908)
- 1827 - Carl Riedel, direttore d'orchestra e compositore tedesco († 1888)
- 1831 - Richard Dedekind, matematico tedesco († 1916)
- 1831 - Matteo Tassi, pittore italiano († 1895)
- 1832 - August Eisenlohr, egittologo tedesco († 1902)
- 1834 - Edmund Monson, diplomatico inglese († 1909)
- 1834 - Alfred Joseph Naquet, chimico e politico francese († 1916)
- 1836 - Heinrich Wilhelm Gottfried von Waldeyer-Hartz, anatomista tedesco († 1921)
- 1838 - Giuseppe Cesare Abba, scrittore e militare italiano († 1910)
- 1839 - Mahmud Sami al-Barudi, militare, poeta e politico egiziano († 1904)
- 1841 - Giuseppe Bozzelli, compositore italiano († 1892)
- 1841 - Caroline von Knorring, fotografa svedese († 1925)
- 1842 - Eugen Bormann, epigrafista e filologo classico tedesco († 1917)
- 1842 - Felice Cavallotti, politico, poeta e drammaturgo italiano († 1898)
- 1842 - Gustave Fagniez, storico e archivista francese († 1927)
- 1843 - George Blackall Simonds, scultore, docente e imprenditore inglese († 1929)
- 1845 - Hans Kundrat, patologo austriaco († 1893)
- 1846 - Giuseppe Solimbergo, avvocato, politico e diplomatico italiano († 1922)
- 1846 - George Westinghouse, inventore e imprenditore statunitense († 1914)
- 1847 - Gennaro Minervini, prefetto, giornalista e politico italiano († 1916)
- 1847 - Adolf von Hildebrand, scultore e scrittore tedesco († 1921)
- 1849 - Ludwig Purtscheller, alpinista austriaco († 1900)
- 1849 - Basil Zaharoff, imprenditore e banchiere greco († 1936)
- 1850 - Giulio Pestalozza, diplomatico italiano († 1930)
- 1852 - Bruno Abakanowicz, matematico e inventore polacco († 1900)
- 1852 - Ernesto Breda, ingegnere e imprenditore italiano († 1918)
- 1853 - Francis Meadow Sutcliffe, fotografo britannico († 1941)
- 1853 - Thomas Shaughnessy, I barone Shaughnessy, imprenditore canadese († 1923)
- 1855 - Giampietro Chironi, giurista e politico italiano († 1918)
- 1856 - Gaetano Fazzari, matematico italiano († 1935)
- 1856 - Gerald Kitson, generale britannico († 1950)
- 1856 - William Shea, attore britannico († 1918)
- 1857 - Robert Buser, botanico svizzero († 1931)
- 1857 - Joseph Dickman, generale statunitense († 1927)
- 1857 - Joseph Paneth, fisiologo austriaco († 1890)
- 1858 - Nicola Marchese, poeta italiano († 1910)
- 1858 - Federico Schianchi, pittore italiano († 1918)
- 1859 - Icilio Buonini, politico e militare italiano († 1924)
- 1860 - Ignazio Monterisi, vescovo cattolico italiano († 1913)
- 1861 - Arthur Ford Mackenzie, compositore di scacchi giamaicano († 1905)
- 1862 - Ludwig Sebastian, vescovo cattolico tedesco († 1943)
- 1863 - Cesare Billia, militare italiano († 1915)
- 1864 - Archibald Cameron Macdonell, generale canadese († 1941)
- 1865 - Paul Robert Hickel, botanico francese († 1935)
- 1866 - Nina Bang, politica danese († 1928)
- 1866 - Reginald Fessenden, inventore canadese († 1932)
- 1869 - Jack Bell, calciatore, allenatore di calcio e sindacalista britannico († 1956)
- 1869 - Bo Bergman, scrittore, poeta e critico letterario svedese († 1967)
- 1870 - Domenico De Lisi, scultore italiano († 1946)
- 1870 - Donato Fossati, avvocato e politico italiano († 1949)
- 1870 - Angelo Mercati, archivista, storico e traduttore italiano († 1955)
- 1871 - Joseph Esposito, politico e mafioso italiano († 1928)
- 1872 - Carl Gustaf Ekman, politico svedese († 1945)
- 1872 - Michail Alekseevič Kuzmin, scrittore, compositore e poeta russo († 1936)
- 1873 - Orlando Bridgeman, V conte di Bradford, politico britannico († 1957)
- 1873 - Giovanni Porzio, politico e avvocato italiano († 1962)
- 1873 - Oscar Sonneck, editore e musicologo statunitense († 1928)
- 1874 - James Clarke, tiratore di fune britannico († 1929)
- 1874 - Samuel Merwin, giornalista, scrittore e commediografo statunitense († 1936)
- 1875 - Arthur Allers, velista norvegese († 1961)
- 1876 - Attilio Sassi, sindacalista e anarchico italiano († 1957)
- 1876 - Lorenz Spann, ginnasta e multiplista statunitense († 1972)
- 1877 - Giuseppe Rolla, vescovo cattolico italiano († 1950)
- 1877 - Emil Georg von Stauß, banchiere tedesco († 1942)
- 1878 - Paolo Azzurri, attore, regista e produttore cinematografico italiano († 1933)
- 1878 - Billy Garraty, calciatore inglese († 1931)
- 1878 - Mary Goelet, socialite statunitense († 1937)
- 1879 - James Bowman, giocatore di curling canadese († 1951)
- 1879 - Hans Jørgen Hansen, hockeista su prato danese († 1966)
- 1879 - Alberto de' Stefani, economista e politico italiano († 1969)
- 1880 - Julia Culp, mezzosoprano olandese († 1970)
- 1880 - Enrique Nieto, architetto spagnolo († 1954)
- 1881 - Giuseppe Passigli, giornalista, politico e sindacalista italiano († 1953)
- 1882 - Andrej Lavrent'ev, attore sovietico († 1935)
- 1882 - Dolindo Ruotolo, presbitero italiano († 1970)
- 1882 - Kiyotake Shigeno, aviatore giapponese († 1924)
- 1882 - Karol Szymanowski, compositore e pianista polacco († 1937)
- 1883 - Adalgisa Rossi, attrice italiana († 1967)
- 1883 - Harold Butler, funzionario britannico († 1951)
- 1883 - Carlo Cattaneo, ammiraglio italiano († 1941)
- 1883 - Roscoe Frank Sanford, astronomo statunitense († 1958)
- 1884 - Lloyd Spooner, tiratore a segno statunitense († 1966)
- 1884 - Felix Weltsch, scrittore ceco († 1964)
- 1885 - Angelo Buizza, politico italiano († 1963)
- 1885 - Joseph Ettor, sindacalista statunitense († 1948)
- 1885 - François de La Rocque, politico francese († 1946)
- 1886 - Arthur Ashley, attore, regista e sceneggiatore statunitense († 1970)
- 1886 - Aldo Carpi, pittore e scultore italiano († 1973)
- 1886 - Battista Danesi, ciclista su strada e pistard italiano († 1952)
- 1886 - Edwin Fischer, pianista e direttore d'orchestra svizzero († 1960)
- 1886 - Herbert William Heinrich, ingegnere statunitense († 1962)
- 1887 - Le Corbusier, architetto, urbanista e pittore svizzero († 1965)
- 1887 - Martín Luis Guzmán, scrittore, giornalista e diplomatico messicano († 1976)
- 1887 - Lew Harvey, attore statunitense († 1953)
- 1887 - Maria Jeritza, soprano ceca († 1982)
- 1888 - Maria Bertilla Boscardin, religiosa italiana († 1922)
- 1888 - Max Butting, compositore tedesco († 1976)
- 1888 - Roland Garros, aviatore francese († 1918)
- 1888 - Giuseppe Moroni, pittore italiano († 1959)
- 1888 - Birger Nerman, archeologo e scrittore svedese († 1971)
- 1889 - Angelo Corsi, avvocato e politico italiano († 1966)
- 1889 - Maria Dąbrowska, scrittrice polacca († 1965)
- 1889 - Harry Stamper, calciatore inglese († 1939)
- 1890 - Gaetano Sardiello, politico e avvocato italiano († 1985)
- 1891 - Martin Gareis, generale tedesco († 1976)
- 1891 - Kálmán Kalocsay, esperantista, poeta e traduttore ungherese († 1976)
- 1891 - David Sholtz, politico statunitense († 1953)
- 1891 - Amedeo Sommovigo, sindacalista e politico italiano († 1969)
- 1892 - Friedrich Ahlfeld, alpinista e geologo tedesco († 1982)
- 1892 - George Harris, attore statunitense († 1954)
- 1892 - Sándor Rónai, politico ungherese († 1965)
- 1892 - Jackie Saunders, attrice e sceneggiatrice statunitense († 1954)
- 1892 - Eugenio Testa, attore, regista e produttore cinematografico italiano († 1957)
- 1893 - Milton Ager, compositore statunitense († 1979)
- 1893 - Segismundo Casado, militare spagnolo († 1968)
- 1893 - Earle Hodgins, attore statunitense († 1964)
- 1893 - Frédéric Martenet, calciatore svizzero († 1974)
- 1893 - Einar Perman, medico e collezionista d'arte svedese († 1976)
- 1893 - Gaetano Rapisardi, architetto italiano († 1988)
- 1893 - Meghnad Saha, astrofisico indiano († 1956)
- 1894 - George Crone, montatore e regista statunitense († 1966)
- 1895 - Nando Bruno, attore italiano († 1963)
- 1895 - William Petersson, lunghista e velocista svedese († 1965)
- 1895 - Herbert Shelton, saggista, attivista e pacifista statunitense († 1985)
- 1895 - Benjamin Stoloff, regista e produttore cinematografico statunitense († 1960)
- 1897 - Jerome Cowan, attore statunitense († 1972)
- 1897 - Francis John Doyle, vescovo cattolico australiano († 1973)
- 1897 - Gerhard Lamprecht, regista, sceneggiatore e produttore cinematografico tedesco († 1974)
- 1897 - Pierre Martin Ngô Đình Thục, arcivescovo cattolico vietnamita († 1984)
- 1897 - Florence B. Seibert, biochimica e scienziata statunitense († 1991)
- 1897 - Ali Shaukat, hockeista su prato indiano († 1960)
- 1898 - Franz Altheim, storico delle religioni, filologo classico e storico dell'arte tedesco († 1976)
- 1898 - Dee Lampton, attore statunitense († 1920)
- 1898 - Mitchell Leisen, regista, scenografo e costumista statunitense († 1972)
- 1898 - María Carmen Portela, incisore e scultrice argentina († 1983)
- 1899 - Frank Coppola, mafioso italiano († 1982)
- 1900 - Willy Merkl, alpinista e ingegnere tedesco († 1934)

## XX secolo(886)
- 1901 - Robert Brunschvig, islamista francese († 1990)
- 1901 - Eveline Du Bois-Reymond Marcus, zoologa tedesca († 1990)
- 1901 - Wolfgang Langhoff, attore e regista teatrale tedesco († 1966)
- 1901 - Nella Marchesini, pittrice e illustratrice italiana († 1953)
- 1901 - Muzaffar ul-Mulk, principe indiano († 1949)
- 1902 - Piet van Boxtel, calciatore olandese († 1991)
- 1902 - Filip Hjulström, geografo svedese († 1982)
- 1902 - Harold McMunn, hockeista su ghiaccio canadese († 1964)
- 1902 - Petre Țuțea, filosofo, scrittore e politico rumeno († 1991)
- 1903 - Tullio Ascarelli, giurista e avvocato italiano († 1959)
- 1903 - Antonio Cárdenas Rodríguez, militare e aviatore messicano († 1969)
- 1903 - Ernest Walton, fisico irlandese († 1995)
- 1904 - Domenico Oliva, calciatore italiano
- 1905 - Enrico Canali, calciatore e allenatore di calcio italiano
- 1905 - Svend Jensen, calciatore danese († 1979)
- 1905 - Wolfgang Liebeneiner, regista e attore tedesco († 1987)
- 1905 - Helen Wills Moody, tennista, pittrice e scrittrice statunitense († 1998)
- 1906 - Marcantonio Bragadin, ufficiale, saggista e sceneggiatore italiano († 1986)
- 1906 - Giuseppe Brignole, militare e ufficiale italiano († 1992)
- 1906 - Renzo Curradi, arbitro di calcio italiano
- 1906 - Ottavio Ferraretto, antifascista italiano († 1944)
- 1906 - Janet Gaynor, attrice statunitense († 1984)
- 1906 - George Lott, tennista statunitense († 1991)
- 1906 - Dante Ongari, storico e ingegnere italiano († 1998)
- 1906 - Rudolph Sternad, scenografo statunitense († 1963)
- 1907 - Andrea Vuerich, fondista e combinatista nordico italiano († 1964)
- 1908 - Bjarne Henning-Jensen, regista, attore e drammaturgo danese († 1995)
- 1908 - Carole Lombard, attrice statunitense († 1942)
- 1908 - Philip Lombardo, mafioso statunitense († 1987)
- 1908 - Sammy Price, pianista statunitense († 1992)
- 1908 - Sergej L'vovič Sobolev, matematico sovietico († 1989)
- 1908 - Luis de Souza Ferreira, calciatore peruviano († 2008)
- 1909 - Renato Bodini, calciatore e allenatore di calcio italiano († 1974)
- 1909 - Mario Luigi Ciappi, cardinale italiano († 1996)
- 1909 - Giacinto Cova, militare italiano († 1941)
- 1910 - Romolo Marcellini, regista italiano († 1999)
- 1910 - Orazio Satta Puliga, ingegnere italiano († 1974)
- 1911 - Al Bonniwell, cestista statunitense († 2002)
- 1912 - Mario Berri, magistrato e giurista italiano († 1996)
- 1912 - Adolph Braeckeveldt, ciclista su strada belga († 1985)
- 1912 - Guido Lazzarini, attore italiano († 1991)
- 1912 - Luciano Savio, imprenditore italiano († 2001)
- 1913 - Vojtěch Bradáč, calciatore cecoslovacco († 1947)
- 1913 - Jules Lowie, ciclista su strada belga († 1960)
- 1913 - Meret Oppenheim, artista e designer svizzera († 1985)
- 1913 - Bruno Parovel, canottiere italiano († 1994)
- 1913 - Lucien Thèze, cestista francese († 1999)
- 1913 - Ru van der Haar, hockeista su prato olandese († 1943)
- 1914 - Elpidio Coppa, calciatore e allenatore di calcio italiano († 1978)
- 1914 - Leonida Bagration-Mukhrani, georgiana († 2010)
- 1914 - Thor Heyerdahl, antropologo, esploratore e regista norvegese († 2002)
- 1914 - Sergej Kurilov, attore sovietico († 1987)
- 1914 - Joan Littlewood, regista e regista teatrale britannica († 2002)
- 1914 - Mary Louise Smith, politica e attivista statunitense († 1997)
- 1914 - Angelo Ziliotto, militare italiano († 1969)
- 1915 - Alfred Blake, ufficiale e politico britannico († 2013)
- 1915 - Neus Català i Pallejà, attivista spagnola († 2019)
- 1915 - Humberto Sousa Medeiros, cardinale e arcivescovo cattolico portoghese († 1983)
- 1916 - Chiang Wei-kuo, generale e politico cinese († 1997)
- 1916 - Stanley Ellin, scrittore statunitense († 1986)
- 1916 - Vittorio Ripamonti, attore italiano († 2001)
- 1916 - Paul Wolf, nuotatore statunitense († 1972)
- 1917 - Zeffirino Bertelli, militare italiano († 1941)
- 1917 - Fannie Lou Hamer, attivista statunitense († 1977)
- 1917 - Arvid Havnås, calciatore norvegese († 2008)
- 1917 - Rodolfo Kappenberger, calciatore svizzero († 2012)
- 1917 - Karl Hugo Schmölz, fotografo tedesco († 1986)
- 1917 - Celestin Tomić, biblista croato († 2006)
- 1918 - Pit Corder, linguista britannico († 1990)
- 1918 - George Moore, pentatleta statunitense († 2014)
- 1918 - André Pilette, pilota automobilistico belga († 1993)
- 1918 - Abraham Robinson, matematico tedesco († 1974)
- 1918 - Max de Terra, pilota automobilistico svizzero († 1982)
- 1919 - Alda Grimaldi, attrice e regista televisiva italiana († 2023)
- 1919 - Tommy Lawton, allenatore di calcio e calciatore inglese († 1996)
- 1919 - Mihály Nagymarosi, calciatore ungherese († 2002)
- 1919 - Asbjørn Ruud, saltatore con gli sci norvegese († 1989)
- 1919 - Mohammed Siad Barre, politico e generale somalo († 1995)
- 1920 - Pietro Consagra, scultore e scrittore italiano († 2005)
- 1920 - Sergio Cotta, giurista e filosofo italiano († 2007)
- 1920 - Arne Jutner, pallanuotista svedese († 2009)
- 1920 - Vico Magistretti, progettista, architetto e urbanista italiano († 2006)
- 1920 - Pierre Jean Trần Xuân Hạp, vescovo cattolico vietnamita († 2005)
- 1921 - Maurice De Muer, ciclista su strada francese († 2012)
- 1921 - Ingvar Gärd, calciatore e allenatore di calcio svedese († 2006)
- 1921 - Giovanni Michelotti, imprenditore e designer italiano († 1980)
- 1921 - Armando Ortolano, calciatore italiano († 2010)
- 1922 - Teala Loring, attrice statunitense († 2007)
- 1922 - Lilo Pempeit, attrice e traduttrice tedesca († 1993)
- 1922 - George R. Price, genetista statunitense († 1975)
- 1922 - Elena Rizzieri, soprano italiano († 2016)
- 1922 - Paolo Valenti, giornalista e conduttore televisivo italiano († 1990)
- 1923 - Genrich Saulovič Gabaj, regista sovietico († 2003)
- 1923 - Yaşar Kemal, scrittore e giornalista turco († 2015)
- 1923 - Angelo Ricapito, militare, aviatore e partigiano italiano († 1944)
- 1923 - Hannah Washington, attrice statunitense († 1990)
- 1923 - Tsutomu Watanabe, medico e microbiologo giapponese († 1972)
- 1924 - Ennio Bonea, politico italiano († 2006)
- 1924 - Carlo Castagnoli, fisico italiano († 2005)
- 1924 - Francisco Villegas, allenatore di calcio e calciatore argentino († 1976)
- 1925 - Shana Alexander, giornalista statunitense († 2005)
- 1925 - Ljuben Berov, economista, storico e politico bulgaro († 2006)
- 1925 - Francesco Berruti, ex calciatore italiano
- 1925 - Leila Durante, attrice italiana († 2014)
- 1925 - Bob Fenimore, giocatore di football americano statunitense († 2010)
- 1925 - Michele Arcangelo Iocca, disegnatore e fumettista italiano († 2023)
- 1925 - Thomas Khamphan, vescovo cattolico laotiano († 2001)
- 1925 - Akira Kōdate, ingegnere e dirigente d'azienda giapponese († 2018)
- 1925 - Jean Mathonet, calciatore belga († 2004)
- 1925 - Fulvio Mingozzi, attore italiano († 2000)
- 1925 - Matteo Perrini, pedagogista e storico della filosofia italiano († 2007)
- 1925 - Giovanni Urbani, storico dell'arte e restauratore italiano († 1994)
- 1926 - Eliana Giorli La Rosa, sindacalista e politica italiana († 2020)
- 1926 - Reid Mitchell, cestista canadese († 2012)
- 1926 - Ernesto Togni, vescovo cattolico svizzero († 2022)
- 1927 - Paul Badura-Skoda, pianista e musicologo austriaco († 2019)
- 1927 - Birgit Brüel, cantante danese († 1996)
- 1927 - Charlie Kiefer, illustratore e fumettista francese († 2012)
- 1927 - Max Schellenberg, ciclista su strada svizzero († 2000)
- 1927 - Marie-Claire Solleville, sceneggiatrice e traduttrice francese († 1991)
- 1928 - György Csordás, nuotatore ungherese († 2000)
- 1928 - Marco Guglielmi, attore italiano († 2005)
- 1928 - Joe Hutton, cestista e allenatore di pallacanestro statunitense († 2009)
- 1929 - Bruno Cremer, attore francese († 2010)
- 1929 - Rolando Etchepare, cestista cileno († 2004)
- 1929 - Riode Finessi, politico italiano († 2003)
- 1929 - Karin Lindberg, ginnasta svedese († 2020)
- 1929 - Nicola Pistelli, politico e giornalista italiano († 1964)
- 1930 - Giuseppe Agostini, organista, direttore di coro e compositore italiano († 2020)
- 1930 - Richard T. Heffron, regista, sceneggiatore e attore statunitense († 2007)
- 1930 - Oddone Longo, grecista e filologo classico italiano († 2018)
- 1930 - Stanley Myers, compositore inglese († 1993)
- 1930 - Péter Papp, cestista ungherese († 1958)
- 1930 - Tito Tettamanti, avvocato, politico e imprenditore svizzero
- 1930 - Hafiz al-Asad, politico e militare siriano († 2000)
- 1931 - Aldo Aureggi, schermidore italiano († 2020)
- 1931 - Mario Battaini, polistrumentista e arrangiatore italiano († 2000)
- 1931 - Nikolaj Stepanovič Černych, astronomo russo († 2004)
- 1931 - Riccardo Giacconi, astrofisico italiano († 2018)
- 1931 - Michael Hardie Boys, giurista e politico neozelandese († 2023)
- 1931 - André Trochut, ciclista su strada francese († 1996)
- 1932 - Ludovico Avio, calciatore argentino († 1996)
- 1932 - Germana Monteverdi, attrice e giornalista italiana
- 1932 - Anna Quayle, attrice e cantante inglese († 2019)
- 1932 - Fay Spain, attrice statunitense († 1983)
- 1933 - Alessandro Baratta, giurista e sociologo italiano († 2002)
- 1933 - Louis Begley, scrittore statunitense
- 1933 - Marian Foik, velocista polacco († 2005)
- 1933 - Jim Powell, cestista statunitense († 2017)
- 1934 - Gary Nelson, regista statunitense († 2022)
- 1934 - Marshall Rosenberg, psicologo statunitense († 2015)
- 1934 - Nils Wiberg, chimico tedesco († 2007)
- 1935 - Benedetto Aloi, mafioso statunitense († 2011)
- 1935 - Vicente Cantatore, calciatore e allenatore di calcio argentino († 2021)
- 1935 - Umberto Giachetti, ex calciatore italiano
- 1935 - Leopold Hager, direttore d'orchestra austriaco
- 1935 - Siegfried Köhler, ex pistard tedesco
- 1935 - Ernesto Laclau, filosofo argentino († 2014)
- 1935 - Ali Lutfi Mahmud, politico egiziano († 2018)
- 1935 - Vasile Moldoveanu, tenore rumeno
- 1935 - Bruno Sammartino, wrestler italiano († 2018)
- 1935 - Janusz Wichowski, cestista e allenatore di pallacanestro polacco († 2013)
- 1936 - Cesare Acutis, critico letterario e traduttore italiano († 1987)
- 1936 - Umberto di Capua, manager e diplomatico italiano
- 1936 - Elmar Fischer, vescovo cattolico austriaco († 2022)
- 1936 - Tommy Kearns, ex cestista statunitense
- 1936 - Robert Langlands, matematico canadese
- 1936 - Paolo Savona, economista e politico italiano
- 1936 - Sandra Voe, attrice scozzese
- 1937 - Mario Capecchi, genetista italiano
- 1937 - Ivo Daneu, ex cestista e allenatore di pallacanestro jugoslavo
- 1937 - Brian Hill, calciatore inglese († 1968)
- 1937 - Emilio Isgrò, artista, scrittore e poeta italiano
- 1937 - Robert B. Johnston, generale statunitense († 2023)
- 1937 - Richard Maltby Jr., regista teatrale, paroliere e sceneggiatore statunitense
- 1937 - David Morgan, dirigente sportivo gallese
- 1937 - Alberico Motta, fumettista e illustratore italiano († 2019)
- 1938 - Jacques Amalric, giornalista e scrittore francese († 2021)
- 1938 - Brunon Bendig, pugile polacco († 2006)
- 1938 - Peter Gosse, scrittore, saggista e poeta tedesco
- 1938 - Jeremy Grantham, manager britannico
- 1938 - Sara Jordan Powell, cantante statunitense
- 1938 - Sergey Kvočkin, calciatore sovietico († 2007)
- 1938 - Veronica Lazar, attrice e psicologa rumena († 2014)
- 1938 - Serge Nubret, culturista francese († 2011)
- 1938 - Gabriella Pallotta, attrice italiana
- 1939 - Giorgio Azzimonti, calciatore italiano († 2017)
- 1939 - Doug Bereuter, politico statunitense
- 1939 - Jean-François Ntoutoume Emane, politico gabonese
- 1939 - Siegfried Fülle, ex ginnasta tedesco
- 1939 - Parviz Jalayer, sollevatore iraniano († 2019)
- 1939 - John J. LaFalce, politico e avvocato statunitense († 2025)
- 1939 - Ellen Travolta, attrice statunitense
- 1940 - Boris Andreev, cosmonauta e ingegnere sovietico († 2021)
- 1940 - Majda Ankele, ex sciatrice alpina slovena
- 1940 - Philippe Baillet, cestista francese († 2015)
- 1940 - Manfred Bietak, archeologo austriaco
- 1940 - Wyche Fowler, politico e ambasciatore statunitense
- 1940 - Jerry Heller, manager e produttore discografico statunitense († 2016)
- 1940 - Jan Keizer, arbitro di calcio olandese († 2024)
- 1940 - John Warnock, informatico, matematico e dirigente d'azienda statunitense († 2023)
- 1941 - Torgeir Brandtzæg, ex saltatore con gli sci norvegese
- 1941 - John Nicholson, pilota automobilistico neozelandese († 2017)
- 1941 - Winston Ntshona, attore e drammaturgo sudafricano († 2018)
- 1942 - Alfiero Alfieri, attore italiano († 2019)
- 1942 - Britt Ekland, attrice e personaggio televisivo svedese
- 1942 - Michel Grain, ex ciclista su strada francese
- 1942 - Alan Hinton, ex calciatore e allenatore di calcio inglese
- 1942 - Björn Nordqvist, ex calciatore e hockeista su ghiaccio svedese
- 1942 - Klaus-Dieter Seehaus, calciatore tedesco orientale († 1996)
- 1943 - Ottavio Bianchi, ex calciatore e allenatore di calcio italiano
- 1943 - Carlos Bulla, ex calciatore argentino
- 1943 - Gilles Clément, biologo e scrittore francese
- 1943 - Josée Dayan, regista e produttrice televisiva francese
- 1943 - Michael Durrell, attore statunitense
- 1943 - Roland Eschlmüller, ex calciatore austriaco
- 1943 - Thomas Murray, organista e docente statunitense
- 1943 - Angelo Pedroni, ex canoista italiano
- 1943 - Giorgio Pinchiorri, imprenditore e enologo italiano
- 1943 - Fernand Van Rymenant, ciclista su strada e ciclocrossista belga († 2011)
- 1943 - Udo Zimmermann, compositore, direttore d'orchestra e musicologo tedesco († 2021)
- 1944 - Merzak Allouache, regista cinematografico e sceneggiatore algerino
- 1944 - Alberto Anelli, cantante e compositore italiano
- 1944 - Víctor Espárrago, allenatore di calcio e ex calciatore uruguaiano
- 1944 - Vasilij Kolotov, sollevatore sovietico († 2001)
- 1944 - Mylon LeFevre, cantante e chitarrista statunitense († 2023)
- 1944 - Tomeu Llompart, allenatore di calcio e ex calciatore spagnolo
- 1944 - Stan McKenzie, cestista statunitense († 2021)
- 1944 - Boris Michajlov, ex hockeista su ghiaccio e allenatore di hockey su ghiaccio sovietico
- 1944 - José Carlos Pace, pilota automobilistico brasiliano († 1977)
- 1944 - Carlo Picone, giornalista italiano († 2003)
- 1945 - Antonio Cicero, filosofo, paroliere e poeta brasiliano († 2024)
- 1945 - Wayne Brabender, ex cestista e allenatore di pallacanestro statunitense
- 1945 - Emerich Dembrovschi, allenatore di calcio e ex calciatore rumeno
- 1945 - Ivan Graziani, cantautore e chitarrista italiano († 1997)
- 1945 - Vitalij Petrov, allenatore di atletica leggera ucraino
- 1945 - Alberto Ravaioli, medico e politico italiano
- 1945 - Luc Sanders, ex calciatore belga
- 1945 - Sigbjørn Slinning, ex calciatore norvegese
- 1946 - Stephen Arroyo, scrittore e astrologo statunitense
- 1946 - Giovanni Bontate, mafioso italiano († 1988)
- 1946 - Lloyd Doggett, politico e magistrato statunitense
- 1946 - Vinod Khanna, attore, produttore cinematografico e politico indiano († 2017)
- 1946 - Oh Seung-lip, ex judoka sudcoreano
- 1946 - Ken Spain, cestista statunitense († 1990)
- 1947 - Francesco Michele Barra, politico italiano
- 1947 - Jurij Vasilievič Bazlov, compositore di scacchi russo
- 1947 - Maria Cocco, politica italiana
- 1947 - Klaus Dibiasi, ex tuffatore e dirigente sportivo italiano
- 1947 - Josef Fendt, ex slittinista tedesco occidentale
- 1947 - Giovanni Fiandaca, giurista e storico italiano
- 1947 - Auretta Gay, attrice italiana († 1996)
- 1947 - Martin Kunz, storico dell'arte svizzero († 2021)
- 1947 - Paul Martinez, musicista britannico († 2024)
- 1947 - Fumikazu Nakagawa, allenatore di pallacanestro giapponese
- 1947 - Christian Piot, allenatore di calcio e ex calciatore belga
- 1947 - Millie Small, cantante giamaicana († 2020)
- 1948 - Gerry Adams, politico irlandese
- 1948 - Bruce Botelho, politico statunitense
- 1948 - Glenn Branca, chitarrista e compositore statunitense († 2018)
- 1948 - Silvia Della Monica, magistrato e politica italiana
- 1948 - Jimmy Douglas, ex calciatore scozzese
- 1948 - Juan Díaz Sánchez, calciatore spagnolo († 2013)
- 1948 - Andrea Garbarino, scrittore e giornalista italiano
- 1948 - Wendell Ladner, cestista statunitense († 1975)
- 1948 - Larry Lloyd, calciatore e allenatore di calcio inglese († 2024)
- 1948 - Mike McCoy, ex giocatore di football americano statunitense
- 1948 - Ângelo Máximo, cantante e showman brasiliano
- 1948 - Michele Penta, funzionario e prefetto italiano
- 1948 - José Piñera, economista e politico cileno
- 1948 - Paula Scher, illustratrice, pittrice e insegnante statunitense
- 1948 - Sherman White, ex giocatore di football americano statunitense
- 1949 - Bruno Andreolli, storico e medievista italiano († 2015)
- 1949 - Larry Gilbert Dahl, militare statunitense († 1971)
- 1949 - Bobby Farrell, cantante, ballerino e disc jockey olandese († 2010)
- 1949 - István Kocsis, calciatore ungherese († 1994)
- 1949 - Les Moonves, imprenditore e dirigente d'azienda statunitense
- 1949 - Jim Gilmore, avvocato e politico statunitense
- 1949 - Kiyoshi Takada, ex calciatore giapponese
- 1949 - Hans Wagner, bobbista tedesco
- 1950 - Maurizio Bacchin, politico italiano († 1993)
- 1950 - David Brin, scrittore di fantascienza e astronomo statunitense
- 1950 - Vincenzo Caruso, carabiniere italiano († 1977)
- 1950 - Tudor Mohora, politico rumeno
- 1950 - Christian Noyer, economista e banchiere francese
- 1950 - Carmen Romero, ex discobola cubana
- 1950 - Chris Rosenberg, mafioso statunitense († 1979)
- 1951 - Giancarlo Acciaro, politico italiano
- 1951 - Bożena Marciniak, ex cestista polacca
- 1951 - Alex Pedrazzini, politico e militare svizzero († 2021)
- 1951 - Jorge Socías, allenatore di calcio e ex calciatore cileno
- 1951 - Manfred Winkelhock, pilota automobilistico tedesco († 1985)
- 1952 - Matilde Ciccia, ex danzatrice su ghiaccio e attrice italiana
- 1952 - Enrico Dolci, militare italiano
- 1952 - Jerzy Engel, allenatore di calcio e ex calciatore polacco
- 1952 - Joseph Kalathiparambil, arcivescovo cattolico indiano
- 1952 - Seamus McDonagh, allenatore di calcio e ex calciatore irlandese
- 1952 - Massimo Morante, cantante, chitarrista e compositore italiano († 2022)
- 1952 - John Pezza, ex schermidore italiano
- 1952 - Paolo Maria Scalondro, attore e doppiatore italiano
- 1952 - Carlo Tresoldi, calciatore italiano († 1995)
- 1953 - Klaas Bruinsma, criminale olandese († 1991)
- 1953 - Michele Moramarco, saggista italiano
- 1953 - Wendy Robie, attrice statunitense
- 1954 - David Buckingham, pedagogista britannico
- 1954 - Fausto Dionisi, poliziotto italiano († 1978)
- 1954 - Yves Ehrlacher, ex calciatore francese
- 1954 - Óscar Figuera, politico e sindacalista venezuelano
- 1954 - David Hidalgo, cantautore e polistrumentista statunitense
- 1954 - Jo Maas, ex ciclista su strada olandese
- 1954 - Henri Malosse, politico francese
- 1954 - Vitalij Moskalenko, regista sovietico
- 1954 - Luciano Uras, politico italiano
- 1954 - Helmut Zierl, attore e doppiatore tedesco
- 1955 - Pino Calabrese, attore italiano
- 1955 - Tony Dungy, ex giocatore di football americano e allenatore di football americano statunitense
- 1955 - Wang Huning, politico e politologo cinese
- 1955 - Ellen Kushner, scrittrice e conduttrice radiofonica statunitense
- 1955 - Attilio Mercalli, dirigente sportivo e giornalista italiano
- 1955 - François Musy, tecnico del suono svizzero († 2023)
- 1955 - Aldo Raimondi, allenatore di calcio e ex calciatore italiano
- 1955 - Gerry Sundquist, attore inglese († 1993)
- 1955 - Michael Tollin, regista e produttore televisivo statunitense
- 1955 - Nenad Šalov, allenatore di calcio e ex calciatore croato
- 1956 - Viktor Evsjukov, ex giavellottista kazako
- 1956 - Rüdiger Helm, ex canoista tedesco
- 1956 - Joachim Lottmann, scrittore e giornalista tedesco
- 1956 - Ilija Mate, lottatore sovietico
- 1956 - Bruno Nöckler, sciatore alpino italiano († 1982)
- 1956 - Massimo Speranza, collaboratore di giustizia e criminale italiano
- 1957 - Mark Cojuangco, politico e imprenditore filippino
- 1957 - Michel De Jaeghere, storico e giornalista francese
- 1957 - Filippos Dīmītriou, ex calciatore cipriota
- 1957 - Bruno Fantini, allenatore di calcio e ex calciatore italiano
- 1957 - Alfredo Griffin, ex giocatore di baseball e allenatore di baseball dominicano
- 1957 - Bruce Grobbelaar, ex calciatore e allenatore di calcio zimbabwese
- 1957 - Gino Iseppi, ex canottiere italiano
- 1957 - Peter Müller, ex sciatore alpino svizzero
- 1957 - Michele Pecora, cantautore italiano
- 1957 - Roberto Riva, chitarrista italiano
- 1957 - Marco Soldi, fumettista italiano
- 1957 - Bill Stewart, allenatore di hockey su ghiaccio e ex hockeista su ghiaccio canadese
- 1958 - Alberto Carrara, disc-jockey, cantante e arrangiatore italiano
- 1958 - Joseph Finder, scrittore e giornalista statunitense
- 1958 - Roberto Gatto, batterista italiano
- 1958 - Sergej Myl'nikov, hockeista su ghiaccio sovietico († 2017)
- 1958 - Carl Nicks, ex cestista e allenatore di pallacanestro statunitense
- 1958 - William Nieto, ex cestista colombiano
- 1958 - Ivan Rota, politico italiano
- 1958 - Robert Sarzo, chitarrista e compositore cubano
- 1959 - Brett Harvey, ex rugbista a 15 neozelandese
- 1959 - Brian Higgins, politico statunitense
- 1959 - Adam Kubert, fumettista statunitense
- 1959 - Lai Ching-te, politico taiwanese
- 1959 - Robyn Maher, ex cestista australiana
- 1959 - Smash, wrestler statunitense
- 1959 - Gaetano Vincenzo Vicari, saggista italiano
- 1959 - Turki bin Sultan Al Sa'ud, principe e politico saudita († 2012)
- 1960 - Elisabetta Campus, attivista italiana († 2014)
- 1960 - Ernino D'Agostino, politico italiano († 2015)
- 1960 - Jurij Fed'kin, ex tiratore a segno russo
- 1960 - Paola Ferrari, giornalista e conduttrice televisiva italiana
- 1960 - Dario Gay, cantautore italiano
- 1960 - Yves Leterme, politico belga
- 1960 - Albert Lewis, ex giocatore di football americano statunitense
- 1960 - Bubba Paris, ex giocatore di football americano statunitense
- 1960 - Sergej Ponomarenko, ex danzatore su ghiaccio sovietico
- 1960 - Ricardo Rozzi, filosofo e biologo cileno
- 1960 - Jeff Trachta, attore statunitense
- 1960 - Jérôme Valcke, giornalista e dirigente sportivo francese
- 1961 - Immacolata Amodeo, storica della letteratura, critica letteraria e italianista italiana
- 1961 - Paolo Boesso, ex cestista italiano
- 1961 - Marcello Cortese, doppiatore e direttore del doppiaggio italiano
- 1961 - Raffaele Di Fusco, allenatore di calcio e ex calciatore italiano
- 1961 - Katrin Dörre-Heinig, ex maratoneta tedesca
- 1961 - Moshe Lion, manager e politico israeliano
- 1961 - Sonja Lumme, cantante finlandese
- 1962 - David Baker, biochimico statunitense
- 1962 - Flavio Chesini, ex ciclista su strada italiano
- 1962 - Sophie Duez, attrice e ex modella francese
- 1962 - Mike Haight, ex giocatore di football americano statunitense
- 1962 - Barbara Jatta, storica dell'arte e museologa italiana
- 1962 - Júlia Pinheiro, conduttrice televisiva e scrittrice portoghese
- 1962 - John Knoll, effettista statunitense
- 1962 - Mykola Kudryc'kyj, calciatore ucraino († 1994)
- 1962 - Casey Nicholaw, regista teatrale, coreografo e attore teatrale statunitense
- 1962 - Antonella Polimeni, medica italiana
- 1962 - Gesine Walther, ex velocista tedesca
- 1962 - Giorgio Zanetti, attore, comico e cantante italiano
- 1963 - Sven Andersson, allenatore di calcio e ex calciatore svedese
- 1963 - Thomas Bickel, ex calciatore svizzero
- 1963 - Romero Britto, artista, pittore e scultore brasiliano
- 1963 - Martina Corgnati, storica dell'arte, critica d'arte e storica italiana
- 1963 - Jsu Garcia, attore e produttore cinematografico statunitense
- 1963 - Yoshihiro Kanno, compositore giapponese
- 1963 - Francesco Occhiuzzi, conduttore televisivo italiano
- 1963 - Diego Preschern, ex arbitro di calcio italiano
- 1963 - Luigi Rocchini, allenatore di ginnastica italiano
- 1963 - Elisabeth Shue, attrice statunitense
- 1963 - Vasile Tarlev, politico moldavo
- 1964 - Ricky Berry, cestista statunitense († 1989)
- 1964 - Dixie Carter, imprenditrice e personaggio televisivo statunitense
- 1964 - Giovanni Pietro Dal Toso, arcivescovo cattolico italiano
- 1964 - Mark Field, politico britannico
- 1964 - Vera Baboun, politica e diplomatica palestinese
- 1964 - Manuela Gretkowska, scrittrice e editorialista polacca
- 1964 - Tom Jager, ex nuotatore statunitense
- 1964 - Miltos Manetas, pittore greco
- 1964 - Massimo Pietroselli, scrittore italiano
- 1964 - Rahzel, rapper, beatmaker e beatboxer statunitense
- 1964 - Matthew Sweet, cantautore e musicista statunitense
- 1964 - Dannette Young, ex velocista statunitense
- 1965 - Alberto Custerlina, scrittore italiano
- 1965 - Romano De Marco, scrittore italiano
- 1965 - Beppe Dettori, cantante e chitarrista italiano
- 1965 - Ladislav Dluhoš, ex saltatore con gli sci ceco
- 1965 - Quique Estebaranz, allenatore di calcio, dirigente sportivo e ex calciatore spagnolo
- 1965 - Ljubomir Ganev, dirigente sportivo e ex pallavolista bulgaro
- 1965 - Darren Hughes, ex calciatore inglese
- 1965 - Jürgen Kohler, dirigente sportivo, allenatore di calcio e ex calciatore tedesco
- 1965 - Herbert Niederberger, ex ciclista su strada svizzero
- 1965 - Steve Scalise, politico statunitense
- 1965 - Varadaraju Sundramoorthy, allenatore di calcio e ex calciatore singaporiano
- 1966 - Rosario Compagno, allenatore di calcio e ex calciatore italiano
- 1966 - Dolores Heredia, attrice messicana
- 1966 - Dylan Horrocks, fumettista e disegnatore neozelandese
- 1966 - Jimmie Johnson, ex giocatore di football americano e allenatore di football americano statunitense
- 1966 - Melania Mazzucco, scrittrice e drammaturga italiana
- 1966 - Jacqueline Obradors, attrice statunitense
- 1966 - Niall Quinn, ex calciatore e allenatore di calcio irlandese
- 1966 - Franco Ricciardi, cantautore e attore italiano
- 1966 - Štefan Škaper, ex calciatore sloveno
- 1966 - Tommy Stinson, bassista statunitense
- 1966 - Mark Whitfield, chitarrista statunitense
- 1967 - Alberto Agazzani, critico d'arte e critico musicale italiano († 2015)
- 1967 - Attila Ambrus, criminale e hockeista su ghiaccio ungherese
- 1967 - Kennet Andersson, dirigente sportivo e ex calciatore svedese
- 1967 - Bruno Bichir, attore messicano
- 1967 - Gualtiero Grandini, allenatore di calcio e ex calciatore italiano
- 1967 - Ulrike Holmer, ex tiratrice a segno tedesca
- 1967 - Sergi López Segú, calciatore spagnolo († 2006)
- 1967 - Heyneke Meyer, allenatore di rugby a 15 sudafricano
- 1967 - Steven Woolfe, politico britannico
- 1968 - Dominique A, cantautore e chitarrista francese
- 1968 - Renan Bilek, attore, musicista e scrittore turco
- 1968 - Tom Brislin, tastierista, cantante e pianista statunitense
- 1968 - Bjarne Goldbæk, procuratore sportivo e ex calciatore danese
- 1968 - Safet Hadžić, allenatore di calcio e ex calciatore sloveno
- 1968 - Reggie Hanson, ex cestista, allenatore di pallacanestro e dirigente sportivo statunitense
- 1968 - Peter McNeeley, ex pugile statunitense
- 1968 - Hugo Pérez, ex calciatore argentino
- 1969 - Byron Black, ex tennista zimbabwese
- 1969 - Mattias Eklundh, chitarrista e cantante svedese
- 1969 - Francesco Giuliano, mafioso italiano
- 1969 - Hyun Jung-hwa, ex tennistavolista sudcoreana
- 1969 - Muhammad V di Kelantan, sovrano malese
- 1969 - Peter Sippel, ex arbitro di calcio tedesco
- 1969 - Ogün Temizkanoğlu, allenatore di calcio e ex calciatore turco
- 1969 - Christian Tröger, ex nuotatore tedesco
- 1970 - Emily De Cesare, giornalista e conduttrice televisiva italiana
- 1970 - Marco Fincato, ex ciclista su strada italiano
- 1970 - Irina Gerasimënok, tiratrice a segno russa
- 1970 - Todd Howard, autore di videogiochi e informatico statunitense
- 1970 - Amy Jo Johnson, attrice, regista e musicista statunitense
- 1970 - Mario Mariani, pianista e compositore italiano
- 1970 - Corinna May, cantante tedesca
- 1970 - Nicky Mohan, ex calciatore inglese
- 1970 - Telmo Pievani, filosofo italiano
- 1970 - Jamal Sellami, allenatore di calcio e ex calciatore marocchino
- 1971 - Dimčo Beljakov, ex calciatore bulgaro
- 1971 - Maria Luisa Berti, avvocato e politico sammarinese
- 1971 - Massimiliano De Silvestro, ex calciatore italiano
- 1971 - Lola Dueñas, attrice spagnola
- 1971 - Craig Fleming, allenatore di calcio, dirigente sportivo e ex calciatore inglese
- 1971 - Panagiōtīs Gkōnias, allenatore di calcio e ex calciatore greco
- 1971 - Vadym Hutcajt, ex schermidore sovietico
- 1971 - Jacob Laursen, ex calciatore danese
- 1971 - Emily Mortimer, attrice britannica
- 1971 - Bill Slavicsek, autore di giochi statunitense
- 1971 - Alan Stubbs, allenatore di calcio e ex calciatore inglese
- 1971 - Ljubov' Vasil'eva, ex atleta paralimpica russa
- 1972 - Judith Águila, ex cestista cubana
- 1972 - Dominic Andres, giocatore di curling svizzero
- 1972 - Daniel Cavanagh, chitarrista e cantante britannico
- 1972 - Sandro Giordano, attore e fotografo italiano
- 1972 - Jessica Hausner, regista e sceneggiatrice austriaca
- 1972 - Anders Iwers, musicista e bassista svedese
- 1972 - Andreas Jakobsson, ex calciatore svedese
- 1972 - Asawari Joshi, attrice indiana
- 1972 - Martín Llaryora, politico argentino
- 1972 - Salvo Nicolosi, cantautore italiano
- 1972 - Davide Prosperi, biochimico italiano
- 1972 - Mark Schwarzer, ex calciatore australiano
- 1972 - J.J. Stokes, ex giocatore di football americano statunitense
- 1972 - Krisztián Tiber, ex calciatore ungherese
- 1972 - Hari Vukas, allenatore di calcio e ex calciatore croato
- 1973 - Juan Daniel Cáceres, ex calciatore paraguaiano
- 1973 - Andreea Ehritt-Vanc, ex tennista rumena
- 1973 - Anna Gomis, lottatrice francese
- 1973 - Ioan Gruffudd, attore britannico
- 1973 - Wilson Boit Kipketer, ex siepista e maratoneta keniota
- 1973 - Sylvain Legwinski, ex calciatore e allenatore di calcio francese
- 1973 - Rebecca Lobo, ex cestista statunitense
- 1973 - Armen Mkertchian, ex lottatore armeno
- 1973 - Ivajlo Mladenov, ex lunghista bulgaro
- 1973 - Christel Pascal, ex sciatrice alpina francese
- 1973 - Orazio Russo, dirigente sportivo, allenatore di calcio e ex calciatore italiano
- 1973 - Sara Storer, cantautrice e insegnante australiana
- 1973 - Oleg Vasilenko, allenatore di calcio russo
- 1973 - Gunter Verjans, ex calciatore belga
- 1974 - Nuno Afonso, ex calciatore portoghese
- 1974 - Arkadiusz Bąk, ex calciatore polacco
- 1974 - Paolo Brera, cantautore italiano
- 1974 - Hernán Caputto, allenatore di calcio e ex calciatore argentino
- 1974 - Wálter Centeno, allenatore di calcio e ex calciatore costaricano
- 1974 - Fernando Funan Chien, attore, stuntman e doppiatore taiwanese
- 1974 - Alexis Georgoulis, attore, regista e politico greco
- 1974 - Hoàng Xuân Vinh, tiratore a segno vietnamita
- 1974 - Lívia Járóka, politica ungherese
- 1974 - Kenny Jönsson, ex hockeista su ghiaccio svedese
- 1974 - Viktors Ščerbatihs, sollevatore lettone
- 1974 - Fernando Scherer, nuotatore brasiliano
- 1974 - Jeremy Sisto, attore statunitense
- 1975 - Oliver Bjerrehuus, modello danese
- 1975 - Braíma, ex calciatore guineense
- 1975 - Skerdilaid Curri, allenatore di calcio e calciatore albanese
- 1975 - Riccardo Fenili, ex pallavolista e giocatore di beach volley italiano
- 1975 - DeMarco Johnson, ex cestista e allenatore di pallacanestro statunitense
- 1975 - Martin Jørgensen, ex calciatore danese
- 1975 - Patrick Keeler, batterista statunitense
- 1975 - Amy Lalonde, attrice e modella canadese
- 1975 - Pato Machete, rapper messicano
- 1975 - Francesco Mattioli, pallavolista italiano
- 1975 - Peter Pellegrini, politico slovacco
- 1975 - Ursula Reutner, linguista tedesca
- 1975 - Alberto Ricceri, fantino italiano
- 1975 - Inés Sainz, modella spagnola
- 1975 - Barnabás Steinmetz, pallanuotista ungherese
- 1976 - Consuelo Adler, modella venezuelana
- 1976 - Fernando Della Sala, ex calciatore argentino
- 1976 - Khaled El-Amin, ex calciatore egiziano
- 1976 - Simon Fenton, attore britannico
- 1976 - Gajdarbek Gajdarbekov, ex pugile russo
- 1976 - Brett Gelman, attore e comico statunitense
- 1976 - Hubert Henno, allenatore di pallavolo e ex pallavolista francese
- 1976 - Barbie Hsu, cantante, attrice e conduttrice televisiva taiwanese († 2025)
- 1976 - Tebucky Jones, ex giocatore di football americano statunitense
- 1976 - Carlo Masi, ex attore pornografico italiano
- 1976 - Eimear McBride, scrittrice irlandese
- 1976 - Lorena Ponce de León, architetta uruguaiana
- 1976 - Marc Priestley, conduttore televisivo britannico
- 1976 - Jack Santora, giocatore di baseball statunitense
- 1976 - Mélody Vilbert, modella francese
- 1976 - Yotuel Romero, cantante, attore e ballerino cubano
- 1977 - Gülşah Akkaya, ex cestista turca
- 1977 - Rashard Anderson, giocatore di football americano statunitense († 2022)
- 1977 - Imen Ben Othmane, ex cestista tunisina
- 1977 - Daniel Brière, ex hockeista su ghiaccio canadese
- 1977 - Fabio Carta, ex pattinatore di short track italiano
- 1977 - Ike Charlton, ex giocatore di football americano statunitense
- 1977 - Joshua Clottey, pugile ghanese
- 1977 - Shimon Gershon, ex calciatore israeliano
- 1977 - José González Ferrer, ex nuotatore portoricano
- 1977 - Michiaki Kakimoto, ex calciatore giapponese
- 1977 - Andrei Kalimullin, allenatore di calcio e ex calciatore estone
- 1977 - Ibrahima Koné, ex calciatore maliano
- 1977 - Vladimir Mančev, allenatore di calcio e ex calciatore bulgaro
- 1977 - Sylvester Morris, ex giocatore di football americano statunitense
- 1977 - Wes Ramsey, attore statunitense
- 1977 - Carola Schouten, politica olandese
- 1977 - Lisa Sparxxx, ex attrice pornografica statunitense
- 1977 - Francis Suarez, politico e avvocato statunitense
- 1977 - Maurice Sunguti, ex calciatore keniota
- 1977 - Daniel Tshabalala, ex calciatore sudafricano
- 1978 - Andrea Bettinelli, altista italiano
- 1978 - Samara Felippo, attrice televisiva e attrice cinematografica brasiliana
- 1978 - Ricky Hatton, ex pugile, dirigente sportivo e allenatore di pugilato britannico
- 1978 - Carl Hoefkens, allenatore di calcio e ex calciatore belga
- 1978 - Liu Yang, astronauta cinese
- 1978 - Jamahl Mosley, allenatore di pallacanestro e ex cestista statunitense
- 1978 - Carmelo Pipitone, chitarrista e cantautore italiano
- 1978 - Valesca Popozuda, cantante e ballerina brasiliana
- 1978 - Veronica Rossi, schermitrice italiana
- 1978 - Victoria Spartz, politica ucraina
- 1978 - The Niro, cantautore italiano
- 1978 - Astrida Vicente, ex cestista angolana
- 1979 - Tracy Almeda-Singian, ex tennista statunitense
- 1979 - Oliver Barth, allenatore di calcio e ex calciatore tedesco
- 1979 - Sareh Bayat, attrice iraniana
- 1979 - DJ Tayone, disc jockey e produttore discografico italiano
- 1979 - David Di Tommaso, calciatore francese († 2005)
- 1979 - Mohamed Kallon, allenatore di calcio e ex calciatore sierraleonese
- 1979 - Ronny Keller, ex hockeista su ghiaccio svizzero
- 1979 - Mamadou N'Doye, ex cestista senegalese
- 1979 - Radoslav Rančík, ex cestista slovacco
- 1979 - Richard Seymour, ex giocatore di football americano statunitense
- 1979 - Josephine Touray, ex pallamanista danese
- 1979 - Mahmut Yilmaz, ex calciatore tedesco
- 1980 - Ahmad Al Subaih, ex calciatore kuwaitiano
- 1980 - David Alpay, attore e produttore televisivo canadese
- 1980 - Stephen Carson, ex calciatore nordirlandese
- 1980 - Arnaud Coyot, ciclista su strada francese († 2013)
- 1980 - Mimma Fazio, calciatrice italiana
- 1980 - Moa Gammel, attrice svedese
- 1980 - Michelle Guerette, canottiera statunitense
- 1980 - Gary Hamilton, allenatore di calcio e calciatore nordirlandese
- 1980 - Guðrið Hansdóttir, cantautrice faroese
- 1980 - Oksana Jakovljeva, ex biatleta ucraina
- 1980 - Ferrugem, ex calciatore brasiliano
- 1980 - Abdoulaye Méïté, ex calciatore ivoriano
- 1980 - Leander Modersohn, attore tedesco
- 1980 - Peter Mgangira, ex calciatore malawiano
- 1980 - Filipp Šul'man, ex biatleta russo
- 1981 - Lutz Altepost, canoista tedesco
- 1981 - Graham Barrett, ex calciatore irlandese
- 1981 - Jenni Benningfield, ex cestista, allenatrice di pallacanestro e dirigente sportiva statunitense
- 1981 - Mikael Dorsin, dirigente sportivo e ex calciatore svedese
- 1981 - Andranik Hakobyan, pugile armeno
- 1981 - Chiharu Ichō, lottatrice giapponese
- 1981 - Zurab Khizanishvili, ex calciatore georgiano
- 1981 - Pedro Neves, ex calciatore portoghese
- 1981 - José Perlaza, ex calciatore ecuadoriano
- 1981 - Udomporn Polsak, ex sollevatrice thailandese
- 1981 - Takehito Shigehara, ex calciatore giapponese
- 1981 - Fernando Telechea, ex calciatore argentino
- 1982 - Gio Aplon, rugbista a 15 sudafricano
- 1982 - Michael Arden, attore, cantante e regista teatrale statunitense
- 1982 - Lewon Aronyan, scacchista armeno
- 1982 - Stuart Attwell, arbitro di calcio inglese
- 1982 - Sandrine Aubert, ex sciatrice alpina francese
- 1982 - William Butler, musicista, polistrumentista e compositore statunitense
- 1982 - Aleksandar Ćapin, ex cestista sloveno
- 1982 - Anthony Coleman, ex cestista statunitense
- 1982 - Ali Ewoldt, attrice teatrale e soprano statunitense
- 1982 - Michael Frater, ex velocista giamaicano
- 1982 - Tyler George, giocatore di curling statunitense
- 1982 - Daniele Giuliani, doppiatore, dialoghista e direttore del doppiaggio italiano
- 1982 - Tino Häber, giavellottista tedesco
- 1982 - Alexander Lund Hansen, ex calciatore norvegese
- 1982 - Jason Morgan, discobolo giamaicano
- 1982 - Daniel Niculae, ex calciatore rumeno
- 1982 - Walker Russell, ex cestista statunitense
- 1983 - Greta Gysin, politica svizzera
- 1983 - Hrvoje Kurtović, allenatore di calcio e ex calciatore croato
- 1983 - David Limberský, calciatore ceco
- 1983 - Sidi Ould Achour, ex calciatore mauritano
- 1983 - Asier Riesgo, ex calciatore spagnolo
- 1983 - Takuya Sugi, wrestler giapponese
- 1983 - Benjamin Thompson, giocatore di football americano e militare statunitense
- 1983 - Sunette Viljoen, giavellottista sudafricana
- 1983 - Renata Voráčová, tennista ceca
- 1984 - Valerie Adams, ex pesista neozelandese
- 1984 - Afa Anoa'i Jr., wrestler statunitense
- 1984 - Hannah Cheesman, attrice e sceneggiatrice canadese
- 1984 - Magdalena Frąckowiak, supermodella polacca
- 1984 - Aleksandr Geynrix, ex calciatore uzbeko
- 1984 - Arnaud Gérard, dirigente sportivo e ex ciclista su strada francese
- 1984 - Fabiane Niclotti, modella brasiliana († 2016)
- 1984 - Joanna Pacitti, cantante e attrice statunitense
- 1984 - Nezbedin Selimi, ex calciatore svizzero
- 1984 - Vadym Sucharevs'kyj, militare ucraino
- 1984 - Ėmilija Turej, ex pallamanista russa
- 1984 - Vladan Vukosavljević, cestista serbo
- 1985 - Ida Engvoll, attrice svedese
- 1985 - Raúl Fernández Valverde, calciatore peruviano
- 1985 - Sylvia Fowles, ex cestista statunitense
- 1985 - Jesse Huta Galung, ex tennista olandese
- 1985 - Francesco Ginanni, ex ciclista su strada italiano
- 1985 - Tarmo Kink, allenatore di calcio, calciatore e dirigente sportivo estone
- 1985 - Luo Yutong, tuffatore cinese
- 1985 - Birkan Sokullu, attore e modello turco
- 1985 - Khamsum Singye Wangchuck, principe bhutanese
- 1986 - Emin Əhmədov, lottatore azero
- 1986 - Kirill Antjuch, bobbista russo
- 1986 - Adil Auassar, allenatore di calcio e ex calciatore olandese
- 1986 - Chahir Belghazouani, ex calciatore francese
- 1986 - Irina Bliznova, ex pallamanista russa
- 1986 - Luciano Civelli, ex calciatore argentino
- 1986 - Fabiana Costi, calciatrice italiana
- 1986 - Luisa D'Oliveira, attrice canadese
- 1986 - Vera Duševina, ex tennista russa
- 1986 - Nic Harris, ex giocatore di football americano e attore statunitense
- 1986 - Marion Josserand, ex sciatrice alpina e sciatrice freestyle francese
- 1986 - Tereza Kerndlová, cantante e ballerina ceca
- 1986 - Adam Kokoszka, ex calciatore polacco
- 1986 - Bruno Oscar Schmidt, giocatore di beach volley brasiliano
- 1986 - Cody Sorensen, bobbista canadese
- 1986 - Richard Soumah, ex calciatore francese
- 1986 - Olivia Thirlby, attrice statunitense
- 1986 - Yoo Ah-in, attore sudcoreano
- 1987 - Dragan Ćeran, calciatore serbo
- 1987 - Vilmantas Dilys, ex cestista lituano
- 1987 - Egni Eckert, modella paraguaiana
- 1987 - Stella Egitto, attrice italiana
- 1987 - Lucas Emanuel Gómez, calciatore argentino
- 1987 - Ivan Ibriks, calciatore croato
- 1987 - Joe Lewis, ex calciatore inglese
- 1987 - Jonas Nahimana, ex calciatore ruandese
- 1987 - Michael O'Connor, ex calciatore nordirlandese
- 1987 - Arcëm Parachoŭski, cestista bielorusso
- 1987 - Dagoberto Quesada, calciatore cubano
- 1987 - Aleksandar Temelkov, calciatore macedone
- 1988 - Sitare Akbaş, attrice turca
- 1988 - Bryan Anger, giocatore di football americano statunitense
- 1988 - Austin Berry, ex calciatore statunitense
- 1988 - Federica Brunetti, cestista italiana
- 1988 - Daniel Cardoso, calciatore sudafricano
- 1988 - Kim René Elverum Sorsell, ex saltatore con gli sci norvegese
- 1988 - Ulrik Flo, calciatore norvegese
- 1988 - Maki Horikita, attrice, modella e doppiatrice giapponese
- 1988 - KSHMR, disc jockey e produttore discografico statunitense
- 1988 - Johnstone Kibet, maratoneta keniota
- 1988 - Prince Ofori, calciatore ghanese
- 1988 - Samson Kayode Olaleye, calciatore nigeriano
- 1988 - Gerald Phiri, velocista zambiano
- 1988 - Andrew Quarless, ex giocatore di football americano statunitense
- 1988 - Matan Roditi, nuotatore israeliano
- 1988 - Takumi Shimohira, calciatore giapponese
- 1988 - Trey Edward Shults, regista, sceneggiatore e montatore statunitense
- 1988 - Viktor Vasin, ex calciatore russo
- 1989 - Bello Babatounde, calciatore nigeriano
- 1989 - Valeria Baroni, attrice e cantante argentina
- 1989 - Christoffer Bergman, pilota motociclistico svedese
- 1989 - Rasmus Christiansen, calciatore danese
- 1989 - Albert Ebossé Bodjongo, calciatore camerunese († 2014)
- 1989 - Tyler Ennis, ex hockeista su ghiaccio canadese
- 1989 - Mohammed Fayez, ex calciatore emiratino
- 1989 - Lys Gomis, calciatore senegalese
- 1989 - Kim Bo-kyung, calciatore sudcoreano
- 1989 - Ekaterina Lisunova, pallanuotista russa
- 1989 - Chris Matthews, giocatore di football americano statunitense
- 1989 - Pizzi, calciatore portoghese
- 1989 - Sophia Thomalla, attrice tedesca
- 1989 - Wei Wei, cestista cinese
- 1989 - Mark Wilson, rugbista a 15 britannico
- 1990 - Quincy Acy, ex cestista e allenatore di pallacanestro statunitense
- 1990 - Matteo Bernardi, artista marziale italiano
- 1990 - Scarlett Byrne, attrice britannica
- 1990 - Francesco D'Onofrio, ex calciatore belga
- 1990 - Kassim Doumbia, calciatore maliano
- 1990 - Adomas Drungilas, cestista lituano
- 1990 - Rolf Feltscher, calciatore svizzero
- 1990 - Jordan Hamilton, cestista statunitense
- 1990 - Han Sun-hwa, cantante, ballerina e attrice sudcoreana
- 1990 - Mohammad Hassanzadeh, cestista iraniano
- 1990 - Marcus Johansson, hockeista su ghiaccio svedese
- 1990 - Nazem Kadri, hockeista su ghiaccio canadese
- 1990 - Kaan Kanak, calciatore turco
- 1990 - Stefanie Martini, attrice britannica
- 1990 - Jynx Maze, attrice pornografica statunitense
- 1990 - Mogakolodi Ngele, calciatore botswano
- 1990 - King Osanga, calciatore nigeriano
- 1990 - Yoana Palacio, pallavolista cubana
- 1990 - Roman Vlasov, lottatore russo
- 1990 - Hotaru Yamaguchi, calciatore giapponese
- 1991 - Roshon Fegan, attore, rapper e musicista statunitense
- 1991 - Jack Green, ostacolista e velocista britannico
- 1991 - Mathieu Grébille, pallamanista francese
- 1991 - Kaede Kondō, cestista giapponese
- 1991 - Giuseppe Loiacono, calciatore italiano
- 1991 - Milorad Novaković, giocatore di football americano serbo
- 1991 - Lawrence Okoye, discobolo e ex giocatore di football americano britannico
- 1991 - Nicola Valente, calciatore italiano
- 1992 - Ibrahima Camara, ex calciatore guineano
- 1992 - Malik Dime, cestista senegalese
- 1992 - Shea Ili, cestista neozelandese
- 1992 - Ellen Jansen, calciatrice olandese
- 1992 - Timothy Knüttel, giocatore di football americano statunitense
- 1992 - Marios Oikonomou, ex calciatore greco
- 1992 - Pevita Pearce, attrice indonesiana
- 1992 - Daan Rienstra, calciatore olandese
- 1992 - Yair Rodríguez, artista marziale misto messicano
- 1992 - Youssef Toutouh, ex calciatore danese
- 1992 - Bruno Valdez, calciatore paraguaiano
- 1993 - Fabián Bastidas, ex calciatore statunitense
- 1993 - Víctor Cedrón, calciatore peruviano
- 1993 - Adrian Colbert, giocatore di football americano statunitense
- 1993 - Laura Dalla Montà, siepista e mezzofondista italiana
- 1993 - Adam Gemili, velocista britannico
- 1993 - Meghan Haggerty, ex pallavolista statunitense
- 1993 - Shaquille Harrison, cestista statunitense
- 1993 - Nail' Jakupov, hockeista su ghiaccio russo
- 1993 - Julia Karlernäs, calciatrice svedese
- 1993 - Ekaterina Kim, taekwondoka russa
- 1993 - Hayley Ladd, calciatrice gallese
- 1993 - Serena Licchetta, ex ginnasta italiana
- 1993 - Jourdan Miller, modella statunitense
- 1993 - Stefan Moody, cestista statunitense
- 1993 - Ricardo Domingos Barbosa Pereira, calciatore portoghese
- 1993 - Matej Pučko, calciatore sloveno
- 1993 - Joe Rafferty, calciatore inglese
- 1993 - Daniel Rosero, calciatore colombiano
- 1993 - Keysi Sayago, modella venezuelana
- 1993 - Boban Stajić, cestista macedone
- 1993 - Louis Vervaeke, ciclista su strada belga
- 1994 - Headie One, rapper britannico
- 1994 - Goodness Ajayi, calciatore nigeriano
- 1994 - Loyle Carner, rapper britannico
- 1994 - Bartosz Dziedzic, giocatore di football americano polacco
- 1994 - Tomasz Dziedzic, giocatore di football americano polacco
- 1994 - Benedik Mioč, calciatore croato
- 1994 - Matthew Pennington, calciatore inglese
- 1994 - Brett Prahl, ex cestista statunitense
- 1994 - Lukas Wasmeier, ex sciatore alpino tedesco
- 1994 - Gastón Whelan, cestista argentino
- 1994 - Yang Fangxu, pallavolista cinese
- 1995 - Casey Andringa, sciatore freestyle statunitense
- 1995 - Braxton Berrios, giocatore di football americano statunitense
- 1995 - Andrea Bosco, calciatore italiano
- 1995 - Anna Dlasková, calciatrice ceca
- 1995 - Cejhae Greene, velocista antiguo-barbudano
- 1995 - James Hall, ginnasta britannico
- 1995 - Josh Martin, cestista statunitense
- 1995 - Davide Mazzocco, calciatore italiano
- 1995 - Kyōka Okamura, tennista giapponese
- 1995 - Tohi Smith-Milner, cestista neozelandese
- 1995 - Courtney Tulloch, ginnasta britannico
- 1995 - Juan Pablo Varillas, tennista peruviano
- 1995 - Justine Wong-Orantes, pallavolista statunitense
- 1996 - Nahuel Banegas, calciatore argentino
- 1996 - Kevin Diks, calciatore olandese
- 1996 - Regan Gough, ex pistard e ciclista su strada neozelandese
- 1996 - Daniel Hanslik, calciatore tedesco
- 1996 - Oscar Reyes, sollevatore cubano
- 1996 - Nick McGlynn, cestista statunitense
- 1996 - Jaime Munguía, pugile messicano
- 1996 - Viktorija Roščyna, giornalista ucraina († 2024)
- 1996 - Beth Ross, canottiera neozelandese
- 1996 - Ivan Stretovič, ginnasta russo
- 1996 - Lana Ščuka, pallavolista slovena
- 1997 - Mohammed Al-Hardan, calciatore bahreinita
- 1997 - Kasper Dolberg, calciatore danese
- 1997 - Alterique Gilbert, cestista statunitense
- 1997 - Theo Hernández, calciatore francese
- 1997 - Justas Lasickas, calciatore lituano
- 1997 - Homer Martínez, calciatore colombiano
- 1997 - Julian Mertens, ex ciclista su strada belga
- 1997 - Marcel Schade, giocatore di football americano tedesco
- 1997 - Joey Wentz, giocatore di baseball statunitense
- 1997 - Quinn Wolferman, sciatore freestyle statunitense
- 1998 - Fortune Bassey, calciatore nigeriano
- 1998 - Dušan Beslać, cestista serbo
- 1998 - Jannick Buyla, calciatore spagnolo
- 1998 - Angela Carini, pugile italiana
- 1998 - Matt Cornett, attore e cantante statunitense
- 1998 - Marte Berg Edseth, ciclista su strada e ex sciatrice alpina norvegese
- 1998 - Maitee Hatsady, ex calciatore laotiano
- 1998 - Arbër Hoxha, calciatore kosovaro
- 1998 - Herbert Jones, cestista statunitense
- 1998 - Silas Katompa Mvumpa, calciatore della Repubblica Democratica del Congo
- 1998 - Lloyd Kelly, calciatore inglese
- 1998 - Aziz Abbes Mouhiidine, pugile italiano
- 1998 - Francesco Pellegrino, attore italiano
- 1998 - Brad Robbins, giocatore di football americano statunitense
- 1998 - Ron Schallenberg, calciatore tedesco
- 1999 - Lauren Bell, pistard britannica
- 1999 - Amit Ebo, cestista israeliano
- 1999 - Niko Kari, ex pilota automobilistico finlandese
- 1999 - Trevor Lawrence, giocatore di football americano statunitense
- 1999 - Deommodore Lenoir, giocatore di football americano statunitense
- 1999 - Pol Lozano, calciatore spagnolo
- 1999 - Anderson Niangbo, calciatore ivoriano
- 1999 - Nick Wenzelburger, giocatore di football americano tedesco
- 1999 - Evanilson, calciatore brasiliano
- 2000 - Francisco Comesaña, tennista argentino
- 2000 - Nerissima Serpe, rapper italiano
- 2000 - Adson Ferreira Soares, calciatore brasiliano
- 2000 - Klara Castanho, attrice brasiliana
- 2000 - Braian Galván, calciatore argentino
- 2000 - Sarah Gigante, ciclista su strada e pistard australiana
- 2000 - Han Yu, giocatrice di curling cinese
- 2000 - Jazz Jennings, attivista e personaggio televisivo statunitense
- 2000 - Tariq Kazi, calciatore finlandese
- 2000 - Dmytro Krys'kiv, calciatore ucraino
- 2000 - Viktor Lukić, calciatore serbo
- 2000 - Jasmine Martin, judoka sudafricana
- 2000 - Robert Mejía, calciatore colombiano
- 2000 - Isobelle Molloy, attrice britannica
- 2000 - Zoë Më, cantautrice svizzera
- 2000 - Marcin Patrzałek, chitarrista, compositore e arrangiatore polacco
- 2000 - Kyle Pitts, giocatore di football americano statunitense
- 2000 - Addison Rae, cantante e attrice statunitense
- 2000 - Saint Levant, rapper, cantautore e musicista palestinese
- 2000 - Anton Watson, cestista statunitense
- 2000 - Cenk Özkacar, calciatore turco
- 2000 - Mihael Štajnar, mountain biker, ciclista su strada e ciclocrossista sloveno

## XXI secolo(25)
- 2001 - Montader Abdul Amir, calciatore iracheno
- 2001 - İpek Filiz Yazıcı, attrice turca
- 2001 - Jens van 't Wout, pattinatore di short track olandese
- 2002 - Gianmarco Garofoli, ciclista su strada italiano
- 2002 - Denso Kasius, calciatore olandese
- 2002 - Aziz Kayondo, calciatore ugandese
- 2002 - Jonathan Kuminga, cestista della Repubblica Democratica del Congo
- 2002 - Rio Mangini, attore, musicista e compositore statunitense
- 2002 - Stav Nachmani, calciatore israeliano
- 2002 - Cleopatra Stratan, cantante moldava
- 2002 - Elizabeth Yu, attrice statunitense
- 2003 - Yasin Ayari, calciatore svedese
- 2003 - Ümit Akdağ, calciatore rumeno
- 2003 - Xavier Dziekoński, calciatore polacco
- 2003 - Ariel Nassee, nuotatrice artistica israeliana
- 2003 - Tim Oermann, calciatore tedesco
- 2004 - Łukasz Gerstenstein, calciatore polacco
- 2004 - Emil Herzog, ciclista su strada e mountain biker tedesco
- 2004 - Bronny James, cestista statunitense
- 2004 - Seydou Sarr, attore senegalese
- 2005 - Othmane Maamma, calciatore marocchino
- 2005 - Ginevra Moretti, calciatrice italiana
- 2006 - Mattias Wilson, sciatore alpino statunitense
- 2007 - Alexandra Ștefania Uță, ostacolista e velocista rumena
- 2012 - Yu Zidi, nuotatrice cinese

## Senza anno specificato(2)
- Chieko Hara, fumettista giapponese
- William Tyndale, teologo e biblista britannico († 1536)